# Limnocythere varia
Limnocythere varia är en kräftdjursart som beskrevs av Staplin 1963. Limnocythere varia ingår i släktet Limnocythere och familjen Limnocytheridae. Inga underarter finns listade i Catalogue of Life.